# سیارک ۱۵۷۶

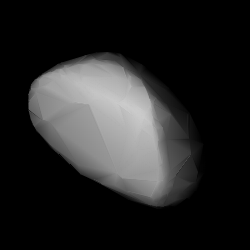
سیارک ۱۵۷۶

سیارک ۱۵۷۶ (به انگلیسی: 1576 Fabiola، نامگذاری:1948SA) هزار و پانصد و هفتاد و ششمین سیارک کشف شده‌است که در ۳۰ سپتامبر ۱۹۴۸ کشف شد.
قدر مطلق سیارک برابر ۱۱٫۰۴ است.